# Elphos pardicelata
Elphos pardicelata là một loài bướm đêm trong họ Geometridae.